# Trachylepis elegans
Trachylepis elegans es una especie de escincomorfos de la familia Scincidae.

## Distribución geográfica yhábitat
Es endémica de Madagascar. Su rango altitudinal oscila entre 15 y 850 m s. n. m..

## Subespecies
Se reconocen las siguientes según The Reptile Database:
- T. elegans delphinensis (Brygoo, 1983)
- T. elegans elegans (Peters, 1854)